# Meharia scythica
Meharia scythica is een vlinder uit de familie van de Houtboorders (Cossidae). De wetenschappelijke naam van de soort is voor het eerst gepubliceerd in 2005 door Vadim Zolotuhin en Dmitry A. Komarov.
De soort komt voor in Europees-Rusland (Oblast Astrachan) en Kazachstan.